# Gemini 1
Gemini 1, (również Gemini-Titan I, Gemini I lub GT-1) – pierwszy lot programu Gemini i jednocześnie pierwszy z dwóch lotów bezzałogowych w jego ramach.

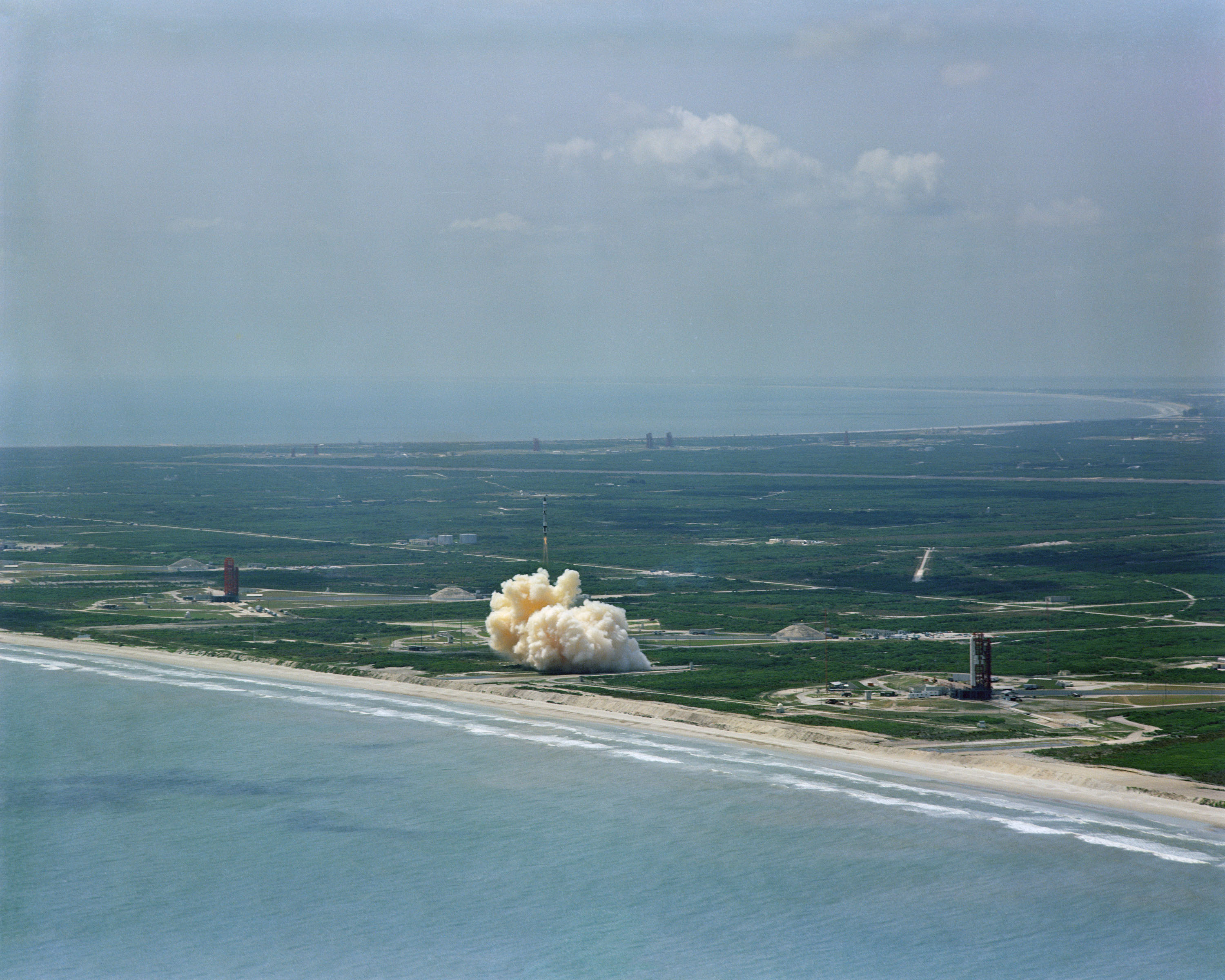
Obserwowany z powietrza start rakiety Titan II GLV z misją Gemini I

Misja miała za zadanie przetestować sprawność rakiety nośnej, integralność statku Gemini i współpracę obu wymienionych komponentów. Zadaniami drugorzędnymi były:
- pomiary nagrzewania się rakiety i statku podczas startu
- pomiary osiągów rakiety
- testy przełączania układów kierowania lotem
- pomiary dokładności wejścia na orbitę
- testy systemu wykrywania usterek

Poza tym zrealizowano szereg zadań związanych z procedurą startową, jak i umieszczeniem statku na orbicie oraz śledzeniem jego lotu przez stacje naziemne.
Udana misja obejmowała wszystkie fazy lotu od startu do wejścia na orbitę.

## Przebieg misji
Start nastąpił tuż po 11 rano czasu miejscowego ze stanowiska startowego nr 19. Sześć minut później rakieta umieściła statek na orbicie. Była ona wyższa od zaplanowanej o 33,6 km z powodu przekroczenia prędkości o 22,5 km/h. Plan nie zakładał odłączenia statku od ostatniego członu rakiety, dlatego osiągnęły satelizację jako jeden obiekt. Złączenie z górnym stopniem rakiety uniemożliwiało kontrolowany powrót na Ziemię. Zgodnie z planem obserwacje i pomiary trwały przez 4 godziny i 50 minut. Misję zakończono po trzecim przejściu statku nad Przylądkiem Canaveral. W rzeczywistości po wykonaniu trzeciego okrążenia Ziemi statek pozostał na orbicie przez ponad trzy dni i zgodnie z założeniami po wejściu w  atmosferę spłonął.
Orbitujący zespół śledzono do jego ponownego wejścia w atmosferę nad Atlantykiem, po 64. okrążeniu Ziemi, 12 kwietnia 1964 roku. Pojazd przebył odległość 2 789 864 km w czasie 3 dni i 23 godzin. Odzyskania statku nie planowano. Z założenia miał spłonąć podczas powrotu na Ziemię.

## Ładunek
Kapsuła została zbudowana z uwzględnieniem potrzeb misji bezzałogowej i nie zawierała systemów podtrzymywania życia. W miejscach przeznaczonych dla astronautów umieszczono niezależne zestawy pomiarowe, każdy o masie 180 kg. Zawierały one czujniki nacisku, ciśnienia, temperatury i przyspieszenia. Stanowiły one również balast.

## Misja w liczbach
- liczba okrążeń: 68
- start: 8 kwietnia 1964 r. godz 16:00:02
- wodowanie: 12 kwietnia 1964
- załoga: lot bezzałogowy
- czas trwania lotu: 3 dni 23 godz.
- przebyta odległość: 2 789 864 km
- osiągnięta wysokość: 320,4 km
- nachylenie orbity: 32,59°[1].